# Wolfgang Nigg

Wolfgang Nigg (1986)

Wolfgang Nigg (geboren 21. Oktober 1934; gestorben 20. Februar 2019 in Zürich) war ein Schweizer Politiker (CVP). Er war von 1986 bis 1998 Stadtrat von Zürich.

## Leben
Nigg stammte aus Gersau. Er absolvierte eine Ausbildung als Käser. Von 1962 bis 1985 war er als Instruktor bei den Sanitätstruppen Berufsmilitär. Von 1975 bis 1986 war er Mitglied des Zürcher Kantonsrats, den er 1984/85 auch präsidierte. In der CVP des Kantons Zürich gründete und präsidierte er die christlichsoziale Parteigruppe. 1986 wurde er in den Stadtrat gewählt und übernahm das Gesundheits- und Wirtschaftsamt. Zu seinen Leistungen gehörte die Einführung von gebührenpflichtigen Abfallsäcken und der Mülltrennung. Er förderte weiter Pflege und geriatrische Medizin und gestaltete die ambulante Krankenversorgung massgeblich mittels der Ausarbeitung eines Leitbildes für die Spitex und der Verankerung der spitalexternen Pflege in der Gemeindeordnung.
Eine führende Rolle spielte Nigg, in dessen Amtszeit die offenen Drogenszenen auf dem Platzspitz und am Letten fielen, auch in der Drogenpolitik. Zusammen mit Polizeidirektor Robert Neukomm und Sozialdirektorin Emilie Lieberherr gehörte er der stadträtlichen Drogendelegation an. Zunächst wurde er noch als eher restriktiv wahrgenommen, jedoch hat er sich schliesslich für die ärztlich kontrollierte Heroinabgabe eingesetzt, die in seiner Amtszeit begann und mit der die Problematik gelöst werden konnte. Er meldete jedoch bereits 1988 Bedenken an gegen die Absichtserklärung des damaligen Polizeidirektors Hans Frick, hart gegen die offene Drogenszene vorzugehen, um den Betroffenen zu helfen. Laut Nigg ging es den Drogenkonsumenten der offenen Szene trotz des polizeilichen Vorgehens gesundheitlich immer schlechter.
Bei den Stadtratswahlen 1998 trat Nigg nicht mehr an.